# San Lazzaro di Savena (przystanek kolejowy)
San Lazzaro di Savena (wł. Stazione di San Lazzaro di Savena) – przystanek kolejowy w San Lazzaro di Savena, w prowincji Bolonia, w regionie Emilia-Romania, we Włoszech. Znajduje się na linii Bolonia – Ankona. 
Według klasyfikacji Rete Ferroviaria Italiana ma kategorią brązową.

## Historia
Przystanek San Lazzaro di Savena został otwarty 30 lipca 2008.

## Infrastruktura
Przystanek ma dwa tory po jednym dla każdego kierunku jazdy, położone przy dwóch peronach, połączonych tunelem.

## Linie kolejowe
- Bolonia – Ankona